# Nothocnide mollissima
Nothocnide mollissima är en nässelväxtart som först beskrevs av Carl Ludwig von Blume, och fick sitt nu gällande namn av Chew. Nothocnide mollissima ingår i släktet Nothocnide och familjen nässelväxter. Inga underarter finns listade i Catalogue of Life.